# 김억만
김억만(1976년 3월 10일 ~ )은 대한민국의 전 야구 선수다. 유신고등학교를 졸업했으며, 현재 사회인 야구단에서 1루수로 뛰고 있다.

## 등번호
- 27 (1995~1997)
- 29 (1999)

## 같이 보기
- 1995년 태평양 돌핀스 시즌
- 1996년 현대 유니콘스 시즌